# Чутук, Мислав
Ми́слав Чу́тук (хорв. Mislav Ćutuk; родился 25 января 2007, Дубровник) — хорватский футболист, нападающий клуба «Динамо» (Загреб).

## Клубная карьера
Футбольную карьеру начал в академии клуба «Неретванац Опузен». В 2019 году присоеднился к футбольной академии клуба «Динамо» (Загреб). В основном составе загребского клуба дебютировал 24 августа 2024 года, выйдя на замену в матче Первой хорватской футбольной лиги против «Горицы».

## Карьера в сборной
Выступал за сборные Хорватии до 15, до 16 и до 17 лет.